# 柳家喬志郎
柳家 喬志郎（やなぎや きょうしろう、1972年7月15日 - ）は、落語協会に所属する落語家。本名∶齋藤 歩。出囃子は『かんかんのう』。

## 経歴
静岡県榛原郡榛原町（現・牧之原市）出身。榛原町立榛原中学校・静岡県立吉田高校卒業。
1999年4月、柳家さん喬に入門。前座名は「柳家さん坊」。
2002年11月に柳家小権太、鈴々舎風車、三遊亭亜郎と共に二ツ目昇進、「喬四郎」と改名。
2013年9月に川柳つくし、金原亭龍馬、三遊亭天どん、四代目三遊亭金朝と共に真打昇進、「喬志郎」と改名。

## 人物
- 真打昇進パーティーに小泉進次郎が列席した[2]。

## 著書
- 『柳家さん喬一門本 ～世にも奇妙なお弟子たち～』＊さん喬と弟子たち共著（秀和システム、2021年1月）ISBN 978-4798063287